# Pseudonaclia bifasciata
Pseudonaclia bifasciata är en fjärilsart som beskrevs av Aurivillius 1909. Pseudonaclia bifasciata ingår i släktet Pseudonaclia och familjen björnspinnare. Inga underarter finns listade.